# 秃茶
秃茶（学名：Camellia glaberrima）为山茶科山茶属的植物。分布在中国大陆的云南等地，生长于海拔1,360米的地区，常生长在山谷疏林，目前尚未由人工引种栽培。